# Како су ме украли Немци
Како су ме украли Немци је српски филм из 2011. године. Режирао га је Милош Радивојевић, а сценарио су заједно са њим написали Владислава Војновић и Светозар Влајковић.
Филм је своју премијеру имао 23. јуна 2011. године у Новом Саду на Филмском фестивалу Cinema city.

## Радња
Прича филма инспирисана је детињством редитеља Мише Радивојевића, у чији се дом за време окупације уселио главнокомандујући немачке војске.
1991 година, обала Јадранског мора, црногорско приморје, Алекс (52) је недовољно афирмисани писац који се бави поправљањем туђих текстова. Пореклом је из некадашње Југославије, живи самотњачки у кући на обали мора, намерно порушивши све везе са својим претходним животом, а као без воље да изгради нове. Алекс је виталан, образован и даровит, али је као осетљиви људи у извесним годинама, помало мизантроп. Дружи се једино са локалним доктором (50) и има повремене сусрете са проституткама. 
Једног дана у његовом животу се појављује Дита (29), некадашња проститутка која му доводи девојчицу Роми (6). Роми је дете Дитине покојне сестре са којом се Алекс некада сусретао, па Дита сматра да је Роми можда и његово дете. Не желећи да се брине о детету, упркос Алексовом снажном противљењу, Дита малу Роми оставља Алексу. Алекс одлучује да девојчицу одведе у оближњи већи град и тамо је преда Центру за социјални рад. 
Током пута од Алексове куће на обали до Центра за социјални рад, Алекс Роми у неколико крупних флешбекова прича причу о свом детињству.

## Улоге
| Глумац               | Улога                    |
| -------------------- | ------------------------ |
| Јелена Ђокић         | Јелена                   |
| Даглас Хеншел        | Вернер Краус             |
| Светозар Цветковић   | Алекс                    |
| Дара Џокић           | Дивна                    |
| Миодраг Крстовић     | Алексанадар              |
| Воја Брајовић        | Лекар                    |
| Гордан Кичић         | Благоје                  |
| Нада Шаргин          | Ели                      |
| Ненад Ћирић          | Агент предводник         |
| Небојша Миловановић  | Љотићевац                |
| Бранимир Поповић     | Ђорђе                    |
| Власта Велисављевић  | Берберин                 |
| Милутин Јевђенијевић | Жуња четник              |
| Никола Вујовић       | Чела                     |
| Борис Исаковић       | Средоје Четник           |
| Бојан Перић          | Немачки војник           |
| Јелисавета Орашанин  | Лепа                     |
| Младен Нелевић       | Алексин пријатељ         |
| Марко Јеремић        | Мршавко                  |
| Вера Ђукић           | Докторка у прихватилишту |
| Марија Дакић         | Злата                    |
| Стела Ћетковић       |                          |
| Бранислав Јевтић     | Утучени                  |
| Ђорђе Виктор Влајић  | Златко                   |
| Стеван Цветковић     | Пацијент                 |

## Награде
- Филм „Како су ме украли Немци” освојио је Гран при - Велику златну мимозу на 25. Филмском фестивалу у Херцег Новом.[3][4]
- Милош Радивојевић је награђен Златном мимозом на 25. Филмском фестивалу у Херцег Новом за режију.[3]
- Златна мимоза на 25. Филмском фестивалу у Херцег Новом за најбољу женску улогу Јелени Ђокић за тумачење лика Јелене.[3][4]
- Златна мимоза на 25. Филмском фестивалу у Херцег Новом за најбољу камеру Радославу Владићу.[3][4]
- На фестивалу „Синема сити" филм је добио награду жирија критике Фипресци за најбољи филм.[3]
- Филм је у Сопоту овенчан наградама за најбољи сценарио и музику.[3]
- На Филм фестивалу југоисточне Европе у Паризу у конкуренцији филмова из 12 земаља региона филм је проглашен најбољим остварењем. фестивалски жири наградио је и Јелену Ђокић за најбољу женску улогу.[5]
- Исидора Жебељан је добила награду „Фипресци“ Удружења филмских критичара Србије за најбољу музику у филму „Kако су ме украли Немци“.[6]